# JOSM
JOSM（聆聽ⓘ，Java OpenStreetMap編輯器）是開放街圖地理資訊的自由編輯工具，以Java撰寫。其有許多進階的功能，但是也比預設的iD線上編輯器有較複雜的用户界面。

## 功能

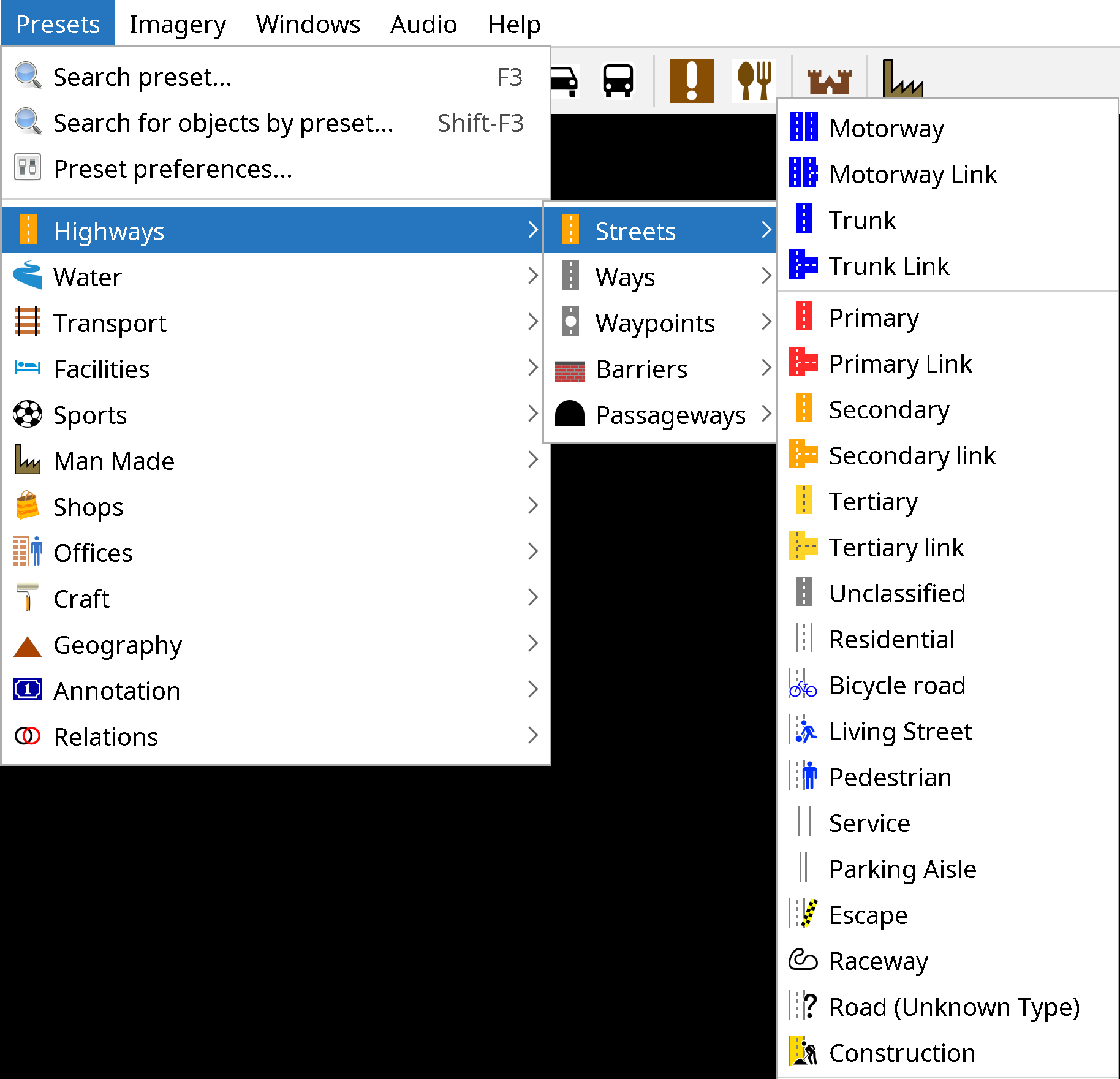
德文的JOSM道路組合選單

JOSM有一些重要的功能，如匯入GPX檔案（GPS軌跡），也可以與空中攝影一同運作（包含WMS、TMS、WMTS）、支援多種地图投影、圖層、關係編輯、資料驗證工具、資料過濾、離線工作、組合與樣式等。JOSM提供了超過200個快捷键給核心功能使用。
許多其他的功能（如繪製建築物的工具、加入維基百科的連結或是以3D方式觀看資料等）都以外掛模組的方式提供。

## 歷史
第一個變更集建立於2005年9月27日。第一個測試版（需要Java 5）於2005年10月4日釋出，而JOSM 1.0於2006年1月22日釋出。目前的版本編號方案是使用程式碼變更集的編號，其於2008年開始使用。
2014年時，專案的圖示以新設計取代。

## 使用
JOSM被用於執行許多大規模的開放街圖匯入，包含了美國的一些地理資料。
JOSM也可以用於編輯開放街圖的姊妹計畫OpenHistoricalMap。其被許多的Linux散佈版包含在软件包管理系统中，像是Ubuntu與OSGEO Live DVD。
在JOSM中也提供了許多教學課程，像是LearnOSM教學課程，其翻譯成16種語言。其包含了編輯方法、工具、外掛模組、組合、圖片功能、衝突解決與其他功能等。

## 外部連結
- 官方網站 （页面存档备份，存于）
- JOSM說明系統 （页面存档备份，存于）
- 在OSM Wiki上的JOSM頁面 （页面存档备份，存于）